# Chiesa di San Nicola (Bobbio)
La ex chiesa di San Nicola è un ex edificio ecclesiastico di Bobbio in provincia di Piacenza.
Sorge, come per le altre chiese, nel centro del tessuto urbano della cittadina, che si formò poco per volta attorno alla vasta area fra l'abbazia di San Colombano e la piazza del duomo: si tratta del borgo medioevale detto "borgo intrinseco", l'odierno centro storico, che conservò l'originale denominazione di "Bobium".
Infatti la facciata si apre in contrada dell'Ospedale dietro il cenobio monastico di San Colombano, attualmente resa privata vi è collocata l'enoteca bar con ristorante.

## Storia
Il convento e la chiesa vennero edificati dagli agostiniani nel XVI secolo provenienti dal monastero agostiniano di Montebruno nell'alta val Trebbia. Nel 1604 la chiesa venne ufficialmente consacrata.
Nel 1652 il complesso passò al vescovo di Bobbio.
Nel 1842 il convento divenne sede della Congregazione delle suore figlie di Maria Santissima dell'Orto (chiamate comunemente gianelline), fondata dall'allora vescovo di Bobbio Antonio Maria Gianelli.
Fino alla soppressione del 1950 ed al trasferimento nell'attuale convento in piazza San Colombano, vi erano anche una casa di riposo ed un asilo infantile.
Recentemente ricuperata l'area monastica e ristrutturata, internamente divenuta privata, ospita l'enoteca bar e ristorante.

## Descrizione
La facciata della ex chiesa è in stile romanico, con un ampio portale con al di sopra un frontone triangolare ed un'ampia finestra.
L'interno (ora enoteca) era a navata unica con volta a botte, l'abside era di forma semicircolare.
L'edificio in contrada San Nicola ha tre finestre in alto e due in basso, con una porta murata con sopra una nicchia.